# 規定投球回
規定投球回（きていとうきゅうかい）は、プロ野球の公式戦で投手が最優秀防御率のタイトルを獲得する際に必要な投球回である。公認野球規則9.22(b)により規定投球回は定められている。

## NPB

### 概説
規定投球回は次のように定められている。
- 一軍の規定投球回 = 所属球団の試合数 × 1.0
- 二軍の規定投球回 = 所属球団の試合数 × 0.8

（小数点以下四捨五入。ただし、2008年までは小数点以下切捨て。）
かつては最高勝率のタイトルを獲得する際にも必要であったが、現在では、投球回数ではなく勝利数を規定している。

### 過去の規定投球回数
戦前より選考規定は幾度も改定されている。過去に規定登板数や規定完投数などが採用されたが、ここでは規定投球回数と同じく記述する。
1964年以降はチーム試合数に則した投球回数を規定条件としている。
かつては両リーグとも規定投球回数に達する投手が先発、リリーフを問わずに多く存在した。1980年代半ばより投手分業制が定着してリリーフ投手が規定投球回数に達することが珍しくなった。近年は中6日の先発ローテーション制の確立や、勝利の方程式によるリリーフ投手の重用などにより投球回数を減らす先発投手も多く、1998年や2003年のオリックス・ブルーウェーブ、2007年の阪神タイガース、2008年や2016年の中日ドラゴンズ、2018年の福岡ソフトバンクホークス、など規定投球回を満たした投手が1人もいないチームもある。2019年はパシフィック・リーグで規定投球回を満たした投手が6人で、オープナーの採用などリリーフ投手の多様化を象徴している。
2004年アテネオリンピックと2008年北京オリンピックで野球競技にプロ野球選手を派遣した際に、五輪派遣選手の規定投球回の算出基準となる試合数を、所属球団の総試合数から派遣期間中の試合数を減じたものとする特別措置が設けられた。この措置で規定投球回到達を認められたのは、2004年の和田毅（福岡ダイエーホークス、規定投球回133に対し128回1/3）のみである。
2008年まで小数点以下の端数は切り捨てたが、2009年から四捨五入に変更された。現在の規定で一軍の場合は端数が発生せず、変更はない。

#### 1リーグ時代
| 年             | 規定      |
| -------------- | --------- |
| 1936秋         | 投球回40  |
| 1937春〜1938秋 | 試合数10  |
| 1939           | 完投数10  |
| 1940           | 試合数30  |
| 1941           | 投球回150 |
| 1942           | 試合数30  |
| 1943           | 試合数25  |
| 1944           | 試合数11  |
| 1946           | 投球回150 |
| 1947           | 投球回180 |
| 1948           | 投球回220 |
| 1949           | 投球回180 |

#### 2リーグ後
| 年         | セントラル・リーグ         | パシフィック・リーグ                       |
| ---------- | -------------------------- | ------------------------------------------ |
| 1950       | 投球回180                  | 投球回135                                  |
| 1951       | 投球回135                  | 投球回135                                  |
| 1952       | 投球回180                  | 上位4球団：投球回180、下位3球団：投球回162 |
| 1953       | 投球回176                  | 投球回180                                  |
| 1954       | 投球回198                  | 投球回210                                  |
| 1955       | 投球回190                  | 投球回210                                  |
| 1956       | 投球回190                  | 投球回230                                  |
| 1957       | 投球回195                  | 投球回198                                  |
| 1958       | 投球回190                  | 投球回190                                  |
| 1959〜1960 | 投球回182                  | 投球回（チーム試合数×1.4）                 |
| 1961       | 投球回182                  | 投球回196                                  |
| 1962       | 投球回（チーム試合数×1.4） | 投球回（チーム試合数×1.4）                 |
| 1963       | 投球回196                  | 投球回210                                  |
| 1964       | 投球回140                  | 投球回150                                  |
| 1965       | 投球回140                  | 投球回140                                  |
| 1966〜1968 | 投球回（チーム試合数×1.0） | 投球回（チーム試合数×1.0）                 |
| 1969〜1989 | 投球回130                  | 投球回130                                  |
| 1990〜1996 | 投球回（チーム試合数×1.0） | 投球回130                                  |
| 1997〜2000 | 投球回（チーム試合数×1.0） | 投球回135                                  |
| 2001〜2003 | 投球回140                  | 投球回140                                  |
| 2004       | 投球回138                  | 投球回133                                  |
| 2005〜2006 | 投球回146                  | 投球回136                                  |
| 2007〜2014 | 投球回144                  | 投球回144                                  |
| 2015〜2019 | 投球回143                  | 投球回143                                  |
| 2020       | 投球回120                  | 投球回120                                  |
| 2021〜     | 投球回143                  | 投球回143                                  |

「チーム試合数×1.x」の年は引き分け再試合制採用年

#### 規定投球回未満の投手の年間勝利数記録
- 河村久文（1956年）18勝（規定投球回230に対して、実績201回2/3）
- 伊東昭光（1988年）18勝（規定投球回130に対して、実績122回2/3）※リーグ最多勝

## MLB
アメリカンリーグ、ナショナルリーグ共に、規定投球回数は「チーム試合数×1.0」とされる。

## ソフトボール
JDリーグ（日本の女子ソフトボールにおける最上位リーグ）では、規定投球回数は「7回×チーム試合数÷3（小数点以下切捨て）」とされている。